# Списак основних школа у Средњобанатском округу
Списак државних основних школа у Средњобанатски управном округу односно Граду Зрењанину, општинама Житиште, Нова Црња, Нови Бечеј и Сечањ.

## Град Зрењанин
| Слика | Основна школа               | Адреса                                    | Година оснивања                    | Ранији називи | Реф.   |
| ----- | --------------------------- | ----------------------------------------- | ---------------------------------- | ------------- | ------ |
|       | ОШ „Жарко Зрењанин”         | Ђурђа Смедеревца 78, Зрењанин             | 1955.                              |               | [ 1 ]  |
|       | ОШ „2. октобар”             | Марка Орешковића 48, Зрењанин             | 1960.                              |               | [ 2 ]  |
|       | ОШ „Доситеј Обрадовић”      | Иве Војновића 27 б, Зрењанин              | 1960.                              |               | [ 3 ]  |
|       | ОШ „Др Јован Цвијић”        | 7. јула 10, Зрењанин                      | 1960.                              |               | [ 4 ]  |
|       | ОШ „Јован Јовановић Змај”   | Видаковићева 1а, Зрењанин                 |                                    |               | [ 5 ]  |
|       | ОШ „Петар Петровић Његош”   | Стражиловска бб, Зрењанин                 |                                    |               | [ 6 ]  |
|       | ОШ „Соња Маринковић”        | Слободана Бурсаћа 7, Зрењанин             | почетци школства почетком 20. века |               | [ 7 ]  |
|       | ОШ „Вук Караџић”            | Народног фронта 3, Зрењанин               | 1951.                              |               | [ 8 ]  |
|       | ОШ „Ђура Јакшић”            | Цара Душана 80а, Зрењанин                 | 1938.                              |               | [ 9 ]  |
|       | ОСШ „9. мај”                | Народне омладине 16, Зрењанин             | 1966.                              |               | [ 10 ] |
|       | ОШ „Урош Предић”            | Пионирска 1, Орловат                      |                                    |               | [ 11 ] |
|       | ОШ „Ђура Јакшић”            | Трг кнеза Михаила 2, Перлез               |                                    |               | [ 12 ] |
|       | ОШ „Свети Сава”             | Тоза Марковић 26, Стајићево               | 1924.                              |               | [ 13 ] |
|       | ОШ „Светозар Марковић Тоза” | Жарка Зрењанина 45, Елемир                | 1752.                              |               | [ 14 ] |
|       | ОШ „1. октобар”             | Тозе Марковића 77, Ботош                  | почетци школства средина 18. века  |               | [ 15 ] |
|       | ОШ „Александар Сабољев”     | Маршала Тита 48, Ечка                     | почетци школства почетак 18. века  |               | [ 16 ] |
|       | ОШ „Бошко Вребалов”         | Српских владара 63, Меленци               | почетци школства средина 18. века  |               | [ 17 ] |
|       | ОШ „Бранко Ћопић”           | Бранка Радичевића 8, Лукићево             |                                    |               | [ 18 ] |
|       | ОШ „Бранко Радичевић”       | Чарнојевићева 17, Чента                   | почетци школства средина 18. века  |               | [ 19 ] |
|       | ОШ „Братство јединство”     | Маршала Тита 28, Бело Блато               |                                    |               | [ 20 ] |
|       | ОШ „Братство”               | Маршала Тита 90, Арадац                   | 1979.                              |               | [ 21 ] |
|       | ОШ „Доситеј Обрадовић”      | Маршала Тита 2, Фаркаждин                 |                                    |               | [ 22 ] |
|       | ОШ „Јован Дучић”            | Васе Мискина 47, Клек                     | 1945.                              |               | [ 23 ] |
|       | ОШ „Младост”                | Трг слободе 8, Томашевац                  | 1970.                              |               | [ 24 ] |
|       | ОШ „Петар Кочић”            | Трг Душана Ћубића 12, Банатски Деспотовац | 1945.                              |               | [ 25 ] |
|       | ОШ „Серво Михаљ”            | Мађарске комуне 55, Мужља                 | почетци школства карј 19. века     |               | [ 26 ] |
|       | ОШ „Славко Родић”           | Жарка Зрењанина 13, Лазарево              | 1971.                              |               | [ 27 ] |
|       | ОШ „Стеван Книћанин”        | Жарка Зрењанина 4, Книћанин               | почетци школства крај 19. век      |               | [ 28 ] |

## Општина Житиште
| Слика | Основна школа       | Адреса                                         | Година оснивања                   | Ранији називи | Реф.   |
| ----- | ------------------- | ---------------------------------------------- | --------------------------------- | ------------- | ------ |
|       | ОШ „Свети Сава”     | Трг ослобођења 2, Житиште                      |                                   |               | [ 29 ] |
|       | ОШ „Милош Црњански” | Омладинска 2, Српски Итебеј                    | почетци школства средина 18. века |               | [ 30 ] |
|       | ОШ „Никола Тесла”   | Солунских Добровољаца 19, Банатско Карађорђево | 1965.                             |               | [ 31 ] |

## Општина Нова Црња
| Слика | Основна школа         | Адреса                           | Година оснивања                   | Ранији називи | Реф.   |
| ----- | --------------------- | -------------------------------- | --------------------------------- | ------------- | ------ |
|       | ОШ „Петефи Шандор”    | ЈНА 113, Нова Црња               |                                   |               | [ 32 ] |
|       | ОШ „4. октобар”       | ЈНА 2, Војвода Степа             |                                   |               | [ 33 ] |
|       | ОШ „Бранко Радичевић” | Николе Тесле 29, Александрово    |                                   |               | [ 34 ] |
|       | ОШ „Станко Крстин”    | Карађорђево 8, Радојево          |                                   |               | [ 35 ] |
|       | ОШ „Ђура Јакшић”      | Краља Александра 63, Српска Црња | почетци школства средина 18. века |               | [ 36 ] |

## Општина Нови Бечеј
| Слика | Основна школа          | Адреса                            | Година оснивања                | Ранији називи                                     | Реф.   |
| ----- | ---------------------- | --------------------------------- | ------------------------------ | ------------------------------------------------- | ------ |
|       | ОШ „Јосиф Маринковић”  | Јосифа Маринковића 79, Нови Бечеј | почетци школства крај 18. века |                                                   | [ 37 ] |
|       | ОШ „Милоје Чиплић”     | Маршала Тита 6, Нови Бечеј        | 1910.                          | Садашње име је добила након Другог светског рата. | [ 38 ] |
|       | ОШ „Доситеј Обрадовић” | Трг ослобођења 4, Бочар           | 1960.                          |                                                   | [ 39 ] |
|       | ОШ „Милан Станчић Уча” | Трг слободе 4, Кумане             |                                |                                                   | [ 40 ] |
|       | ОШ „Др Ђорше Јоановић” | Маршала Тита 1, Ново Милошево     | 1975.                          |                                                   | [ 41 ] |

## Општина Сечањ
| Слика | Основна школа         | Адреса                               | Година оснивања | Ранији називи | Реф.   |
| ----- | --------------------- | ------------------------------------ | --------------- | ------------- | ------ |
|       | ОШ „Алекса Шантић”    | Вожда Карађорђа 77, Сечањ            |                 |               | [ 42 ] |
|       | ОШ „Браћа Стефановић” | Ђуре Рашкова 70, Неузина             |                 |               | [ 43 ] |
|       | ОШ „Иво Лола Рибар”   | Бориса Кидрича 10, Сутјеска          |                 |               | [ 44 ] |
|       | СОШ „Славко Родић”    | Жарка Зрењанина 17, Крајишник        |                 |               | [ 45 ] |
|       | ОШ „Стеван Алексић”   | Маршала Тита 99, Јаша Томић          |                 |               | [ 46 ] |
|       | ОШ „Вељко Ђуричин”    | Трг Станислава Букурова 12, Јарковац | 1772.           |               | [ 47 ] |
|       | ОШ „Вук Караџић”      | Маршала Тита 14, Конак               |                 |               | [ 48 ] |
|       | ОШ „Жарко Зрењанин”   | Маршала Тита 33, Бока                | 1944.           |               | [ 49 ] |